# Meteorologiåret 1897

## Händelser

### Mars
- 13 mars - Med temperaturen - 38.9 °C i Medicine Hat, Kanada upplever orten sin kallaste marsnatt någonsin [1]

### Juni
- 1 juni – En för årstiden kall natt råder i Tower i Minnesota, USA skadar åkrar [2].
- 29 juni – En tornado i London i Ontario, Kanada förstör ladugårdar och fruktträdgårdar [1].

### Juli
- 13-14 juli – Vid inofficiella mätningar uppmäts + 35 °C i Flekkefjord, Norge [3].

### December
- December - Hela 107 millimeter nederbörd faller över Måseskär, Sverige [4].

### Okänt datum
- I USA svämmar floden Red River över [5].
- Ett mycket kraftigt  inflöde till Östersjön på 330 km3 inträffar [6]
- En storm härjar i Bengaliska viken [7].

## Födda
- 2 november – Jacob Bjerknes, norsk-amerikansk meteorolog.

## Avlidna
- 21 juni – Ralph Abercromby, skotsk meteorolog.

### Fotnoter
1. 1 2  ”Dan, Dan the Weatherman's Canadian Weather Trivia Page”. Arkiverad från originalet den 9 september 2013. https://web.archive.org/web/20130909001246/http://www.dandantheweatherman.com/cantriv.html. Läst 8 mars 2011.
2. ↑  ”Arkiverade kopian”. Arkiverad från originalet den 26 juli 2010. https://web.archive.org/web/20100726102347/http://www.climate.umn.edu/pdf/day_in_weather_history/june_wx_history.pdf. Läst 16 februari 2011.
3. ↑  MET
4. ↑  SMHI
5. ↑  SMHI Arkiverad 27 oktober 2012 hämtat från the Wayback Machine.
6. ↑  SMHI
7. ↑  DMI